# Thomas Ellerker
Pour les articles homonymes, voir Ellerker.
Thomas Ellerker, né le 21 septembre 1738 à Hart et mort le 1er mai 1795, est un Jésuite anglais.

## Biographie
Thomas Ellerker est né le 21 septembre 1738 à Hart, près de Hartlepool dans le comté de Durham, entre dans la compagnie de Jésus en 1755, et devient père professeur. Lorsque l'ordre a été supprimée en 1773, il a accompagné ses compagnons Jésuites de Liège, et de là, a émigré avec la communauté en 1794 à Stonyhurst dans le Lancashire, où il est décédé le 1er mai 1795.

## Écrits
Ellerker, qui est décrit par le Dr Oliver comme « l'un des professeurs de théologie les plus doué que la province anglaise ait jamais produit », a été l'auteur du Tractatus Theologicus de Jure et Justitiâ (1767) et Tractatus de Incarnatione.